# Dyego Coelho
Dyego Rocha Coelho (ur. 22 marca 1983 w São Paulo) – brazylijski piłkarz, występujący na pozycji prawego obrońcy.

## Kariera klubowa
Dyego Coelho rozpoczął piłkarską karierę w Corinthians Paulista w 2003 roku. W klubie z São Paulo grał do 2009 roku. Z Corinthians zdobył mistrzostwo Brazylii 2003 oraz mistrzostwo stanu São Paulo – Campeonato Paulista 2005.
W latach 2007–2008 był wypożyczony do Clube Atlético Mineiro, z którym zdobył mistrzostwo stanu Minas Gerais – Campeonato Mineiro 2007. W sezonie 2008–2009 był wypożyczony do włoskiej Bologna FC.
Od 30 sierpnia 2009 roku jest ponownie zawodnikiem Clube Atlético Mineiro.

## Kariera reprezentacyjna
Dyego Coelho ma za sobą jeden mecz w reprezentacji Brazylii. W 2003 roku był członkiem kadry na Złoty Puchar CONCACAF 2003. Na turnieju w USA i Meksyku wystąpił w finale w meczu z reprezentacją Meksyku.
W 2003 roku Dyego Coelho uczestniczył w Igrzyskach Panamerykańskich na których Brazylia zajęła drugie miejsce.
W 2003 roku Dyego Coelho zdobył z reprezentacją Brazylii mistrzostwo Świata U-20.